# Aammiq II
Aamiq (Aammiq II, arabisch عميق (ب -غ), DMG Aamiq 2) ist eine archäologische Ausgrabungsstätte südwestlich von Zahlé im Gebiet des Aammiq-Sumpfes in der Bekaa-Ebene im Libanon.
Erste Grabungen wurden 1963 von Jacques Cauvin durchgeführt. Weitere Grabungen folgten 1964 (M. Cavalier), 1965 (Lorraine Copeland, Peter Wescombe) und 1971 (Jacques Besançon, Francis Hours).
Die Grabungen deckten zwei Besiedlungsperioden auf: Die erste war natufisch (12.000-10.200 v. Chr.) oder auch präkeramisch neolithisch. Man fand ein Skelett, das mit rotem Ocker bedeckt war, sowie einfache landwirtschaftliche Werkzeuge: Mörser, Mahlsteine und Stampfer aus Basalt. Außerdem wurden Feuerstein-Werkzeuge aus älteren Schichten entdeckt, darunter Keile, Klingen, Schaber und Ahlen. Ein zweiter Siedlungshorizont wurde auf etwa 5.000-4.500 v. Chr. (Obed) kalibriert. Dies entspricht dem späten neolithischen Byblos. Dort wurden Keramiken des Chalkolithikums gefunden sowie Steinwerkzeuge wie kanaanäische Schneiden, Äxte, Dechsel (lange, geschliffene flach-konvexe Feuerstein-Hacken), viele große Splitter, Klingen und  Sichel-Teile. Das Fragment eines Pfeils ist die einzige Spur menschlicher Besiedlung zwischen den beiden Perioden. Eine kupfersteinzeitliche Besiedlung fand später an einer anderen Stelle des Sumpfgebietes, bei Mallaha statt.
Die Auswertung einer Pollenanalyse von 2008 unterstützt die Vermutung, dass das Gebiet im Neolithikum als Weideland genutzt wurde, in einer Zeit, in der Libanon und Anti-Libanon abgeholzt wurden. Aus dieser Zeit stammen auch Gigantolithische Werkzeuge aus Kamed el Loz I, Souwan und Wadi Msı'l el Hadd. Eine besondere Ausführung der Steinwerkzeuge, die so genannten Orangenschnitz-Klingen, wurden in Majdel Anjar I, Dakwe I und II, Habarjer III, Qaraoun I und II, Kefraya und Beı'dar Chamou't gefunden.